# Ford Model e
Ford Model e est la division de voitures électriques à batterie fabriquées par le constructeur automobile américain Ford. Le premier modèle est la Ford Mustang Mach-E commercialisée à partir de 2020.

## Présentation
En mars 2022, le constructeur américain annonce se scinder en deux, pour séparer ses activités de voitures électriques et celles des voitures thermiques. Ainsi, Ford Blue continue la production des voitures à moteurs thermiques, et la nouvelle entité Model e gère les modèles électriques, en intégrant le premier modèle la Mustang Mach-E.
Le nom de la division électrique de Ford fait référence à la Ford Model T, premier véhicule de grande série de l'histoire. Ford étant propriétaire de la dénomination Model e, le constructeur Tesla n'a pas pu l'utiliser pour former l'acronyme « SEXY » avec le nom de ses modèles (S, X, Y) et a du renommer son véhicule Model 3.

## Véhicules de série

### Mustang Mach-E
La Mustang Mach-E est un SUV coupé électrique présenté en novembre 2019 au salon de Los Angeles 2019. Elle s'inspire de la Mustang VI commercialisée depuis 2015. Elle est le premier véhicule électrique de Ford non dérivé d'un modèle thermique et le premier de la branche Model e.

### F-150 Lightning
Le F-150 Lightning est la version 100 % électrique du pick-up F150 de quatorzième génération. C'est un modèle développé à partir d'une base thermique, au contraire des autres véhicules de la gamme Model e qui sont exclusivement électriques et basés sur une plateforme technique spécifique.

### Explorer
L'Explorer est un crossover compact 100 % électrique présenté le 21 mars 2023. Il est produit en Allemagne et destiné au marché européen et ne remplace pas l'Explorer américain qui continue sa commercialisation aux États-Unis mais n'est plus diffusé en Europe. Il repose sur la plateforme technique MEB du Volkswagen ID.4.

### Capri
La Capri est un SUV coupé 100 % électrique du constructeur automobile américain Ford produit à partir de 2024 à Cologne, en Allemagne, et destiné exclusivement au marché européen.
Elle reprend le nom du coupé Ford Capri commercialisé de 1962 à 1986 en Europe.
La Capri est le troisième véhicule de la branche électrique Ford Model e, après la Mustang Mach-E et l'Explorer EV dont elle reprend la plate-forme.